# Miyu Nagaoka
Miyu Nagaoka (jap. 長岡望悠 Nagaoka Miyu; ur. 25 lipca 1991) – japońska siatkarka, reprezentantka kraju, grająca na pozycji atakującej.

## Przebieg kariery
| Lata                 | Klub                    |
| -------------------- | ----------------------- |
| 2010–2018            | Hisamitsu Springs       |
| 2018 (do 06.12.2018) | Imoco Volley Conegliano |
| 2018–                | Hisamitsu Springs       |

## Sukcesy klubowe
Mistrzostwo Japonii:
- 2013, 2014, 2016, 2018, 2022[2]
- 2012, 2015, 2017
- 2011

Puchar Cesarza:
- 2012, 2013, 2014, 2015, 2016

Klubowe Mistrzostwa Azji:
- 2014
- 2015, 2017

Superpuchar Włoch:
- 2018

## Sukcesy reprezentacyjne
Mistrzostwa Azji Kadetek:
- 2007

Mistrzostwa Azji Juniorek:
- 2008

Mistrzostwa Azji:
- 2013

Puchar Wielkich Mistrzyń:
- 2013

Grand Prix:
- 2014

## Nagrody indywidualne
- 2007: MVP i najlepsza atakująca Mistrzostw Azji Kadetek
- 2013: Najlepsza atakująca turnieju Volley Masters Montreux
- 2014: MVP Klubowych Mistrzostw Azji
- 2014: Najlepsza przyjmująca Grand Prix
- 2015: Najlepsza przyjmująca Klubowych Mistrzostw Azji